# Священная майна
Свяще́нная ма́йна (лат. Gracula religiosa) — певчая птица семейства скворцовых.

## Описание
Длина тела составляет 29 см. Оперение священной майны чёрное, при соответствующем освещении оно переливается зеленоватым цветом. Самый выделяющийся внешний признак — это жёлтые лоскуты кожи по бокам головы, которые тянутся до затылка. Следующий признак — это оранжевый клюв, которым птица поедает плоды и насекомых. 
Выделяют следующие подвиды: 
- G. r. andamanensis,
- G. r. batuensis,
- G. r. intermedia,
- G. r. palawanensis,
- G. r. peninsularis,
- G. r. religiosa и
- G. r. venerata.

## Распространение
Священная майна распространена в Шри-Ланке, юго-западной и восточной Индии, Гималаях, Индокитае, на Борнео, Яве и Зондских островах. Птицы живут парами или небольшими семейными союзами. 
Гнездо устраивает в дупле дерева. В кладке 2—3 яйца. Продолжительность жизни птиц примерно 15 лет.

## В неволе
Священная майна популярна как домашнее животное. Производимые птицей звуки громкие, резкие.
Выкормленная с 10-дневного возраста человеком, священная майна становится контактной.
Они легко имитируют лай собаки, мяуканье кошки, длинные фразы человека, хорошо передавая интонацию.
Содержат священных майн в больших клетках горизонтального типа, большинство птиц любит купаться, поэтому обширная поилка для них обязательна.
Кормят священных майн, как и других крупных насекомоядных птиц — сырым или варёным мясом, отварной рыбой, кашами, булкой с тёртой морковью, творогом, крутым яйцом.
В рационе священных майн ежедневно должны быть яблоки, изюм или виноград, другие фрукты и ягоды.
В качестве живого корма им предлагают тропических тараканов, мучных червей, личинок зофобасов, дождевых червей, улиток, а в летний период — бабочек, кузнечиков, голых гусениц, жесткокрылых и лягушат.